# Rijk van Dam
Rijk van Dam (Lochem, 8 augustus 1952) is een Nederlandse ondernemer. Hij was belastingambtenaar en oud-politicus voor de Reformatorische Politieke Federatie (RPF) en de ChristenUnie.

## Leven en werk
Van Dam is geboren in de Achterhoek en groeide op in de Overijsselse havenstad Kampen. Na een studie fiscaal recht aan de Rijksuniversiteit Leiden werkte Van Dam (met een onderbreking in de jaren tachtig) tot 1997 bij de Nederlandse belastingdienst, onder andere als belastinginspecteur en manager.

### Politieke carrière
Samen met zijn echtgenote regelden zij als 'verkiezingsechtpaar' in 1981 de Tweede Kamerverkiezingen van dat jaar voor de RPF, die deze partij voor het eerst (met twee zetels) in de Tweede Kamer deed belanden. Vervolgens was hij met onbetaald verlof tot 1986 fractiemedewerker.
Eind jaren tachtig ging Van Dam zelf in de politiek, hij werd in 1989 namens de RPF lid van de Provinciale Staten van Gelderland. Van 1994 tot 1998 was hij gemeenteraadslid van Barneveld.
Omstreeks de tijd dat deze politieke lidmaatschappen ten einde liepen, verkreeg hij in september 1997 een plek in het Europees Parlement omdat Leen van der Waal van de combinatie SGP-GPV-RPF het voor gezien hield. Samen met collega-politicus Hans Blokland was hij Europarlementariër, vanaf omstreeks 2001 voor de in dat jaar officieel opgerichte ChristenUnie.
Van Dam richtte zich in het EP op zaken als de controle van de begroting, vervoer, toerisme en regiobeleid. De combinatie SGP-ChristenUnie behaalde bij de Europese Parlementsverkiezingen van 2004 twee zetels, waardoor zijn termijn als Europarlementariër op 19 juli 2004 eindigde.

### Vanaf 2004
Van Dam vervulde van oktober 2004 tot eind 2006 de directeursfunctie van de net opgerichte European Coalition for Israel (ECI), een lobbyclub van christelijke signatuur die opkomt voor Israël en het Joodse volk. Sinds december 2006 is hij voorzitter van het Holland Koor. Van december 2006 tot december 2016 was hij financieel directeur en programmamaker bij de Reformatorische Omroep. Daarna was hij nog een half jaar interim-bestuurder bij deze omroep.

### Persoonlijk
Rijk van Dam is getrouwd en heeft drie kinderen. Hij is lid van de Protestantse Kerk in Nederland (daarvoor van de in dit kerkgenootschap opgegane Nederlandse Hervormde Kerk).

### Onderscheiding
Van Dam werd in september 2004 benoemd tot Ridder in de Orde van Oranje-Nassau.